# Рэппер, Ирвинг
Ирвинг Рэппер (англ. Irving Rapper; 16 января 1898 — 20 декабря 1999) — американский кинорежиссёр середины XX века.
За свою карьеру Рэппер поставил более 20 фильмов, наиболее значимыми среди которых являются «Один шаг в раю» (1941), «Вперёд, путешественник» (1942), «Приключения Марка Твена» (1944), «Кукуруза зелёная» (1945), «Рапсодия в голубых тонах» (1945), «Обман» (1946), «Стеклянный зверинец» (1950) и «Яд другого человека» (1951).
В четырёх из этих фильмов главные роли исполнила Бетт Дэвис. Четверо актёров за роли в фильмах Рэппера были номинированы на премию «Оскар».

## Ранние годы и начало карьеры
Ирвинг Рэппер родился 16 января 1898 года в Лондоне, Великобритания. Когда ему было восемь лет, родители эмигрировали в США, однако у него на всю жизнь сохранился английский акцент. Изучая юриспруденцию в Нью-Йоркском университете, Рэппер одновременно стал актёром, а затем и режиссёром в нью-йоркской театральной группе Washington Square Players.
Большой прорыв в карьере Рэппера произошел в 1930 году, когда известный актёр Рэймонд Мэсси попросил его поставить с лондонской труппой острую пьесу Луиса Вайценкорна о бульварной журналистике «Последние пять звёзд». В Лондоне Рэппер познакомился с театральным продюсером Гилбертом Миллером и вместе с ним вернулся в США, чтобы помочь в постановке фильма по пьесе Филиппа Барри «Царство животных» (1932). В 1982 году Рэппер в интервью говорил, что стал протеже Гилберта Миллера, благодаря которому получил работу на Бродвее.
В 1936 году Рэппер поставил мелодраму «Преступление», в которой в 1927 году играл на Бродвее как актёр. После успеха этой постановки Рэппера пригласили в Голливуд, где он подписал контракт со студией Warner Bros. в качестве наставника по постановке речи.

## Карьера на студииWarner Brosв 1941—1946 годах
Как отмечает кинообозреватель Роланд Бергер, с появлением звукового кино многие «немые», но одаренные режиссеры нуждались в театральных режиссерах-постановщиках, чтобы помочь поставить идеальную актёрскую речь, и 27-летний Рэппер был приглашен в Голливуд в качестве постановщика речи. Ему особенно повезло, так как он был востребован на Warner Bros, чтобы помочь таким режиссёрам, Майкл Кёртис, из Венгрии Уильям Дитерле из Германии и Анатоль Литвак из России, каждый из которых, по словам Рэппера, «губил английский язык». Как отметил Эдер, «значительная часть работы Рэппера состояла из переводов таким не говорившим по-английски режиссёрам, как Уильям Дитерле и Майкл Кёртис».
На протяжении пяти лет в качестве ассистента режиссёра и постановщика речи Рэппер принял участие в работе над такими престижными фильмами Дитерле, как «Повесть о Луи Пастере» (1936), «Жизнь Эмиля Золя» (1937) и «Хуарес» (1939), «Всё это и небеса придачу» (1940) Анатоля Литвака, «Кид Галлахад» (1937) и «Частная жизнь Елизаветы и Эссекса» (1939) Майкла Кёртиса, а также «Высокая Сьерра» (1941) Рауля Уолша.
Начиная с 1938 года, Рэппер стал получать сценарии для рассмотрения в качестве собственного режиссёрского дебюта, но удивляя многих, отвергал их, предпочитая дождаться проекта категории А. В 1941 году студия повысила его до режиссёра. По словам Бергана, первыми двумя работами Рэппера в качестве режиссера Warner Bros были «достойные сентиментальные драмы». «Блестящая победа» (1941) была экранизацией пьесы Арчибальда Кронина о психиатре (Джеймс Стивенсон) в шотландском санатории. Это была романтическая мелодрама об амбициозном учёном-психологе и влюблённой в него ассистентке (Джеральдин Фицджеральд). Фильм имел умеренный успех.
По оценке Рика Лаймана из «Нью-Йорк таймс», второй фильм Рэппера «Одной ногой в раю» (1941) был воспринят ещё более позитивно. В этой картине, действие которой происходит на рубеже веков, Фредерик Марч сыграл молодого священника методистской церкви, который вместе с женой (Марта Скотт) ищет примирения со стремительно меняющимся современным миром. Как отметила Мирна Оливер в газете «Лос-Анджелес таймс», фильм «Одной ногой в раю» "ознаменовал собой первый популярный и критический успех режиссера у зрителей и у критики. Он получил номинацию на «Оскар» как лучшая картина. Оба фильма, по словам Бергана, «раскрыли талант Рэппера как искусного голливудского мастера».
В 1942 году Рэппер укрепил свою репутацию «женского режиссёра» фильмами «Весёлые сёстры» и «Вперёд, путешественник», «который станет его шедевром». Романтическая мыльная опера «Весёлые сёстры» (1942) о трёх наследницах, которые всеми силами пытаются уберечь свой особняк на Пятой авеню от застройщиков. Наряду с Джорджем Брентом и Джеральдин Фицджеральд главную роль старшей сестры сыграла Барбара Стэнвик, героиня которой выходит замуж ради денег. Позднее Рэппер назвал Стэнвик «самой легкой дамой для работы, такой простой, такой непритязательной, такой дисциплинированной».
Как отмечает «Нью-Йорк таймс», «со своей следующей картиной „Вперёд, путешественник“ Рэппер начал самое плодотворное творческое сотрудничество в своей карьере», сняв Бетт Дейвис в роли главной героини, «задавленной женщины, эротическая и романтическая натура которой пробуждается благодаря психотерапии», после чего она отправляется в продолжительный морской круиз. Как написал Адам Бернстейн из «Вашингтон пост», Дейвис сыграла «старую деву, которая расцветает в умную красавицу после того, как психиатр придаёт ей смелость порвать с доминирующей матерью». По словам Бергана и других критиков, фильм вошёл в историю кино двумя памятными моментами в финальной сцене. В её начале героиня Дейвис, «изо всех сил стараясь не заплакать, сверкая глазами-блюдцами, смотрит на красивого европейца (Пол Хенрейд). Он только что закурил две сигареты и протянул ей одну. В кадре они развёрнуты друг к другу профилями у открытого окна. Он не может развестись со своей женой, и их роман должен закончиться». «А ты будешь счастлива, Шарлотта?» — спрашивает он, на что она отвечает: «О, Джерри, давай не будем просить Луну, у нас есть звезды». По мере того как звучит соблазнительная музыкальная тема Макса Стайнера камера Сола Полито поднимается вверх, к ясному ночному небу, изобилующему невероятными мерцающими звездами. Это знаменитый конец фильма, который, по словам Бергана, является «одним из лучших и самых любимых „женских плаксивых“ фильмов 1940-х годов». В 1977 году в Американском киноинституте на вечере, посвящённом Бетт Дейвис, Пол Хенрейд заявил, что это он придумал историю с сигаретами и что режиссер, «имени которого называть не будем», возражал против этого. После этих слов Рэппер кипел от злости: «Он унизил меня, а Бетт ему аплодировала! Я не хотел, чтобы Хенрейд играл в „Обмане“, я хотел Шарля Буайе, но Бетт умоляла меня не менять команду». Фильм «Вперёд, путешественник» стал «самым большим хитом Рэппера». Как отмечено на сайте Turner Classic Movies, «зрители толпой валили на фильм, сделав его одним из самых прибыльных в году. И хотя история плаксивая и вряд ли убедительная, режиссёр и актёры сделали фантазию как реальность. Дейвис сыграла одну из своих лучших ролей, а репутация Рэппера как режиссёра, умеющего работать с актёрами, укрепилась». Как пишет Берган, один критик назвал эту классную мелодраму «вздором, поставленным Рэппером с завораживающим мастерством». Как полагает Берган, «в некотором смысле, большинство картин Рэппера на Warner Bros, где он проработал по контракту в течение девяти лет, можно было бы назвать таковыми». Как Дейвис, так и Глэдис Купер, которая сыграла её мать, получили номинации на «Оскар» за роли в этом фильме. Как сказал в интервью в 1981 году сам Рэппер, «эта картина, которая меня сделала».
Как отмечает Хопвуд, Рэппер считал Бетт Дейвис «и лучшей актрисой, и самой невозможной женщиной». Позднее режиссёр сделал с Дейвис ещё три фильма — «Кукуруза зелёная» (1945), «Обман» (1946) и «Яд другого человека» (1951). Как Рэппер сказал в интервью в 1977 году, «она была мощной актрисой и мощной дамой. У нас были свои сложности, но они всегда разрешались без вмешательства со стороны руководства. Я думаю, они боялись её».
По словам Рика Лаймана, «хотя Рэппер никогда не был любимчиком критиков, он продолжал выдавать высокопрофильные работы», одной из которых стал «взвешенный и спокойный», «немного бессвязный и сентиментальный» 130-минутный байопик «Приключения Марка Твена» (1944) с Фредриком Марчем в заглавной роли
Также в сдержанной манере Рэппер снял Дейвис в роли целеустремлённой школьной учительницы в мелодраме по пьесе Эмлина Уильямса «Кукуруза зелёная» (1945). Действие фильм происходит в Уэльсе, хотя «атмосфера и обстановка в картине скорее напоминали Голливудские холмы, чем валлийские долины». По сюжету картины, заметив талант у одного из молодых парней из простой шахтёрской семьи (Джон Долл) героиня Дейвис прикладывает немалые усилия, чтобы он продолжил образование и поступил в университет. Как отметил Хопвуд, Рэппер «всячески пытался добиться того, чтобы Дейвис играла просто и не использовала свои ужимки, которые сделали её знаменитой». Фильм имел значительный успех и принёс две номинации на «Оскар» за роли второго плана — Джону Доллу и Джоан Лорринг
Далее Рэппер сделал ещё один «крупный хит», байопик «Рапсодия в голубых тонах» (1945) с Робертом Алдой в роли композитора Джорджа Гершвина и Гербертом Ридом в роли его брата Айры Гершвина. По мнению Бергана, этот «в значительной степени вымышленный» фильм чересчур идеализировал братьев Гершвинов, хотя и содержал несколько чудесных музыкальных сцен. Рэппер говорил: «Я сделал самую большую ошибку своей жизни, взяв на главную роль Роберта Алду! Мне приходилось обучать его каждой строчке, и он постоянно поднимал и опускал свои брови. Я хотел Тайрона Пауэра, но он был в армии». Предположительно, конфликт со студией из-за назначения Алды на роль главного героя привёл к последующему разрыву Рэппера со студией два года спустя.
Нуаровая мелодрама «Обман» (1946) рассказывала о пианистке (Бетт Дейвис), которая из страха, что её муж, талантливый виолончелист (Пол Хенрейд) узнает о её прошлой связи со знаменитым композитором (Клод Рейнс), сначала всячески обманывает мужа, но в итоге, не справившись с психологическим напряжением, убивает композитора. После выхода картины на экраны журнал Variety назвал его «историей супружеской лжи, приводящей к убийству, которая даёт Дейвис мощные возможности для раскрытия своего актёрского таланта». По мнению рецензента, «сюжет подкреплён щедрым производственным потенциалом, сильным исполнением истории, имеющей ярко выраженную женскую направленность, а также умной постановочной работой». С другой стороны, Краузер негативно оценил фильм, заявив, что его «проблема заключается в его полной искусственности». По мнению критика, картина сделана главным образом с единственным намерением продемонстрировать эмоциональный диапазон Дейвис, дав ей возможность сыграть встревоженную и мучимую любовью даму. Другой ошибкой, по мнению Краузера, стал выбор старой пьесы Луи Вернейля, и внесение в неё изменений, в результате которых «муж оказывается ужасным неумёхой, который в итоге добивается успеха, при этом убийство женой своего бывшего любовника кажется абсолютно необоснованным». А постановка Рэппера, «несмотря на свой эмоциональный размах, не вкладывает никакого реального смысла в надуманную тему фильма». Крейг Батлер считает, что режиссёрская работа Рэппера здесь далеко не так хороша, как в картине «Вперёд, путешественник», тем не менее, она «достигает требуемого эффекта и выполнена в приятном для зрителя стиле». По мнению Гленна Эриксона, Рэппер уверенно поставил картину, дав Дейвис и Рейнсу «все возможности, чтобы проявить свою ярко выраженную творческую индивидуальность».
В 1947 году Рэппер экранизировал приятную бродвейскую комедию «Голос черепахи» (1947) с Рональдом Рейганом и Элинор Паркер в главных ролях. Позднее Рэппер пожалел, что выбрал Рейгана, полагая, что ему не хватает необходимой легкости для комедии, при этом «Паркер под руководством режиссёра выдала отличную игру». Рэппер был невысокого мнения о Рейгане, который получил в картине роль солдата в увольнении. Как вспоминал Рэппер, «Рейган зашёл в мой офис, оседлал стул, как будто это лошадь, и сказал: „История противная! Она мне не нравится. Я делаю это в качестве одолжения Джеку Уорнеру“. Мы прошлись по сценам из фильма. Он не любил носить форму рядового. Я не знал, что он уже тогда лелеял мечту стать главнокомандующим». Это была последняя картина Рэппера по контракту с Warner Bros.

## Карьера после ухода со студииWarner Brosв 1949—1959 годах
Как полагает Мирна Оливер, «именно принуждение студией взять Роберта Альду на роль композитора Джорджа Гершвина в фильме „Рапсодия в голубых тонах“ (1945) якобы побудило Рэппера покинуть Warner». Каковым бы ни были причины, по окончании контракта Рэппер покинул студию. Как отметил Адам Бернстейн, «после того как мистер Рэппер ушел из Warner Bros, его карьера в кино была неровной». Немногие из 13 фильмов, которые он поставил после ухода со студии были достойными.
Его первой картиной стала драма «Анна Лукаста» (1949) с 39-летней Полетт Годдар в роли проститутки, которую члены её бедной и алчной семьи принуждают выйти замуж по расчёту, однако в конце концов между ней и её женихом вспыхивают подлинные чувства. После выхода фильма на экраны кинокритик «Нью-Йорк Таймс» Томас Прайор отметил, что по сравнению с театральной постановкой фильм «потерял большую часть своей наэлектризованности», так как актёры, занятые «в этой безжалостной демонстрации человеческого убожества даже отчасти не столь одухотворены или убедительны в своей игре, как негритянская труппа, которая принесла пьесу на Бродвей пять лет назад». Как далее пишет Прайор, «несмотря на ограничения Производственного кодекса, актёрский текст на удивление острый, хотя сценаристу Филипу Йордану где-то и пришлось придержать свои мысли». При этом в фильме «очень много разговоров, в результате чего, несмотря на умелую режиссёрскую работу Рэппера, в картине превалирует ощущение тяжести и статики». В рецензии Variety в качестве достоинства картины указано на «её способность отдаться быстрому потоку остроумия, который проистекает прямо из конкретных ситуаций». Однако, по мнению TCM, «Рэппер не мог передать свою магию исполнительнице главной роли, которая совершенно очевидно взялась не за свою роль».
В 1950 году Рэппер поставил психологическую драму по пьесе Теннесси Уильямса «Стеклянный зверинец» (1950). В фильме повествование ведётся от лица морского офицера (Артур Кеннеди), который вспоминает о своей жизни в Сент-Луисе, где его окружали раздражительная мать (Гертруда Лоуренс), стареющая красавица, которая живёт воспоминаниями о прошлом, и забитая сестра-калека (Джейн Уаймен), о который заботится интересный молодой человек (Кирк Дуглас), которого мать рассматривает как потенциального жениха дочери. По мнению TCM, фильм не «смог преодолеть театральное происхождение пьесы», несмотря на сильную игру Артура Кеннеди, который выступал в картине лицом автора. Как отметил Берган, Рэппер смог донести тонкую чувственную атмосферу пьесы, при этом «тщательно уходя от театральной картинки». Однако, как изначально и чувствовал режиссёр, Гертруда Лоуренс была неверно взята на роль матери. Сам Рэппер хотел видеть в этой роли Таллулу Бэнкхэд, которая участвовала в пробах, но студия посчитала, что из-за проблем с алкоголем брать её слишком рискованно.
Следующей картиной Рэппера в качестве фрилансера стал фильм нуар «Яд другого человека» (1952), который Берган охарактеризовал как «несуразную мелодраму», действие которой происходит в дорогой усадьбе в Йоркшире, Англия, где известная романистка (Бетт Дейвис) травит ядом сначала мужа-преступника, а затем пытается отравить и сообщника мужа (Гэри Меррилл), который занял его место, однако по ошибке принимает яд сама. После выхода картины на экраны обозреватель «Нью-Йорк Таймс» А. Х. Вейлер назвал фильм «многословным, но порой увлекательным путешествием в мир убийств и безответной любви», отметив далее что «фильм спасают от превращения в заурядную мелодраму Дейвис, Меррилл, а также Эмлин Уильямс, который с лёгкостью играет чрезмерно любопытного ветеринара».Современный историк кино Крейг Батлер написал, что «это достаточно увлекательный фильм, особенно, для тех, кто получает наслаждение от театрального переигрывания Дейвис». По словам критика, картина «имеет один из тех сюжетов, которыми можно наслаждаться исключительно на механическом уровне, подразумевая, что они забавны, но не имеют никакого отношения к реальной жизни, и что они наполнен персонажами, которые существуют только на сцене или на экране, но никак не в реальной жизни». По словам Денниса Шварца, фильм не добился особого успеха, однако позволил Дейвис, которая к тому времени уже была затухающей звездой, ненадолго оживить свою карьеру. Как далее пишет Шварц, это «клаустрафобный, театральный фильм, снятый в одной основной декорации, с Дейвис в роли мерзкой стервы, смотрится увлекательно в своём особом вычурном стиле, однако в плане производства он не так силён, как того ожидала Дейвис от работы на Британских островах».
После этого Рэппер «добился сильной игры» от Джинджер Роджерс в остроумной комедии о театральной жизни «Женщина навсегда» (1954), где Роджерс «восхитительно сыграла стареющую актрису, пытающуюся играть как молодая, а Уильям Холден исполнил роль эгоистичного драматурга».
Как полагают Мирна Оливер и Рик Лайман, «вероятно, лучшим фильмом, который поставил Рэппер после ухода со студии Warners», была мелодрама «Отважный» (1956), история юного мексиканского мальчика, который всеми силами пытается удержать своего молодого быка от того, чтобы его направили на корриду и убили там. По словам критиков фильм более всего известен тем, что сценарист Далтон Трамбо, который всё ещё находился в чёрных списках, удостоился «Оскара» за лучший сценарий под псевдонимом Роберт Рич. В реальности Трамбо смог получить эту награду только в 1975 году. Рэпперу удалось добиться хорошей игры от актёра-ребёнка Майкла Рэя, кроме того, лента была хорошо снята в Мексике на цветную плёнку в формате CinemaScope оператором Джеком Кардиффом. Как отмечает Берган, «необъяснимо, но „Отважный“ был любимым фильмом Рэппера».
После восьмилетнего отсутствия Рэппер вернулся на студию Warner Bros, чтобы поставить «Марджори Морнингстар» (1958), экранизацию бестселлера Германа Вука о романе между начинающей актрисой (Натали Вуд) и стареющим театральным режиссёром (Джин Келли). Кинокритик Брюс Эдер считает эту картину «последним крупным успехом» Рэппера. Вместе с тем, критики в целом остались не удволетворены подбором актёров на главные роли, в частности, Берган назвал Вуд «неадекватной, но прекрасной», а Эдер посчитал, что неудачно взят на роль как раз Келли.
Как указано в биографии режиссёра на сайте TCM, поздние проекты Рэппера «страдали от неправильного подбора актёров». Помимо промаха с Натали Вуд в «Марджори Морнингстар», указывается также на неправильный выбор Кэрролл Бейкер на роль монахини в фильме «Чудо» (1959). Оливер также отмечает, что Рэппер был известен своими мгновенными и часто резкими кастинговыми решениями. По её словам, многие критики полагали, «что более поздние фильмы, обозначившие долгое скольжение режиссёра вниз по склону, страдали от неправильного выбора актёров», в частности, это касается Натали Вуд и Кэрролл Бейкер. Мелодрама «Чудо» (1959), по словам Бергана, стала «катастрофическим фильмом о любовных приключениях послушницы-монахини» (Бейкер), у которой начинается обречённый роман с британским офицером во время Наполеоновских войн в Испании.

## Завершение карьеры в 1960—1970-е годы
По словам Бергана, «как и многие другие режиссёры, с разрушением студийной системы Рэппер стал двигаться в пустоту, сделав только четыре фильма за последующие 20 лет».
В начале 1960-х годов Рэппер отправился в Италию, где продюсировал библейский фильм «История Иосифа и его братьев» (1961), а также поставил два неудачных фильма — исторический байопик «Константин Великий» (1961) с Корнелом Уайлдом в заглавной роли и библейскую драму «Понтий Пилат» (1962) с Жаном Марэ. Ни один из этих фильмов, по информации TCM, «не привлёк интереса публики».
Как далее отмечает Лайман, в 1970-е годы Рэппер вернулся в США «для двух последних фильмов, ни один из которых не получил хорошего приёма». Как указано на сайте TCM, «его разовые „возвращения“ к режиссуре обозначили два из самых чудных проектов, за которые брался какой-либо режиссёр».
Сначала он поставил основанный на реальных событиях, фильм «История Кристин Йоргенсен» (1970), который рассказывал об уроженце Бронкса и бывшем военнослужащем Джордже Йоргенсене, который в 1952 году сделал себе операцию по смене пола. Берган назвал картину «смехотворным пересказом правдивой истории о жизни транссексуала, которому была проведена первая операция по смене пола, во время которой Джордж стал Кристиной». По мнению TCM, Рэппер «мало чем помог исполнителю главной роли Джону Хансену в этом старомодном, малобюджетном фильме».
Затем последовал также основанный на биографическом материале фильм «Рождённый заново» (1978). Он рассказывал о Чарльзе Колсоне (Дин Джонс), помощнике Президента Ричарда Никсона, который в результате Уотергейтского скандала оказался в тюрьме, где принял христианство. Основанный на книге Колсона, фильм даёт «одномерный портрет» главного героя. Фильм вызвал интерес у евангелистов, но был решительно отвергнут большинством критиков, став «печальной кодой для человека, который когда-то делал мощные мелодрамы». Как отметила Мирна Оливер, оба последних фильма Рэппера «прошли плохо».
Чувствуя, что идёт не в ногу со временем, Рэппер после этого в основном отошел от постановки фильмов.

## Оценка творчества
Ирвинг Рэппер проработал в кинематографе 50 лет, в том числе почти 40 лет — в качестве режиссёра, поставив за это время 22 фильма. Свою карьеру Рэппер начинал в театре, что нашло своё отражение в его режиссёрских работах. Во-первых, он часто он выбирал для постановки фильмы, основанные на успешных бродвейских спектаклях. Во-вторых, в силу театральной подготовки Рэппер имел хорошие навыки в работе с актёрами. Как отметил Брюс Эдер, «работа Рэппера тяготела к театральному стилю, он лучше многих других режиссёров своего поколения чувствовал нюансы актёрской игры, и в лучших его работах доставляет наслаждение видеть работу актёров на пике своих драматических способностей».
Как заметил историк кино Эндрю Саррис, «бродвейское прошлое Рэппера и работа в качестве постановщика речи в первые дни его работы в Голливуде очевидны в его мастерстве общения с актёрами. Вместе с пышными музыкальными партитурами Макса Стайнера „весь этот пакет“ ознаменовал расцвет драм Warner Bros». С конца 1930-х годов и до 1947 года Рэппер проработал на студии Warner Brothers, где сделал свои лучшие фильмы, в том числе, несколько картин с участием Бетт Дейвис.
Как и его современник Джордж Кьюкор, Рэппер добился признания как режиссёр «женских картин», что «без сомнения произошло благодаря признано шедевром его сентиментальной мелодрамы „Вперёд, путешественник“ (1941) с Бетт Дейвис в главной роли». Помимо этой «классической слезливой мелодрамы» Рэппер поставил ещё несколько добротных драм на Warner Bros с женщинами в главных ролях.
По мнению многих критиков, более всего Рэппера знают и помнят по одной сцене из фильма «Вперёд, путешественник» (1942), когда по его указанию актёр Пол Хенрейд прикурил сразу две сигареты, передав одну из них Дейвис. По словам Лаймана, «этот поступок произвёл сильнейшее впечатление на зрителей своего времени, настолько много в нём было учтивости и чувственности, что он стал одним из самых воспроизводимых и пародируемых моментов в истории экрана».
В общей сложности Рэппер снял с Дейвис четыре картины. Помимо «Вперёд, путешественник!» (1942) это также «Кукуруза зелёная», «Обман» и «Яд другого человека». В 1970 году Рэппер сказал о Дэвис в интервью газете «Лос-Анджелес таймс»: «Она, безусловно, самая объективная актриса. -Ей наплевать на то, как она выглядит, её интересует только то, как хорошо она играет. В ней есть внутреннее электричество. Только раз в жизни вы встречаете такую актрису, как она … Она могла взять самую незначительную фразу и заставить ее прозвучать».
На протяжении своей карьеры Рэппер также добился отличной игры и от многих звёздных актёров-мужчин, среди них Фредрик Марч, Клод Рейнс, Пол Хенрейд и Артур Кеннеди. Четверо актёров за роли в фильмах Рэппера были номинированы на «Оскары»: Бетт Дейвис и Глэдис Купер — за роли в фильме «Вперёд путешественник!» (1942), а также Джон Долл и Джоан Лорринг — за роли в фильме «Кукуруза зелёная» (1945).
Хотя Рэппер часто раздражался на студийную систему, в действительности в её рамках он работал наиболее сильно. Среди тех двух десятков фильмов, которые он снял за свою карьеру, девять приходились на период работы на студии Warner Bros. Эти фильмы, снятые до его ухода со студии в 1947 году, были гораздо популярнее у зрителя, и их значительно выше оценивали критики. Как написал Майкл Барсон в The Illustrated Who’s Who of Hollywood Directors, в 1947 году «Рэппер не стал продлевать свой контракт с Warner Bros, и хотя позднее возвращался на студию для работы над отдельными фильмами, он более никогда не достигал того успеха, который был у него в качестве штатного сотрудника».
При этом Рэппер вовсе не был послушным технарём. По информации Мирны Оливер, за время пребывания на студии Warner Bros его 10 раз отстраняли от работы за несогласие с решениями руководства.
Сам Рэппер не считал себя великим режиссёром. Как пишет Лайман, даже на вершине своей карьеры в середине 1940-х годов Рэппер однажды сказал в интервью, что у него почти нет иллюзий относительно своего места среди ведущих режиссёров, У него не было иллюзий и в отношениях «со своим самым знаменитым партнёром» (Бетт Дейвис). Рэппер вспоминал, как однажды сопровождал непостоянную мисс Дейвис на концерт, где должны были присутствовать лучшие голливудские режиссеры. Он сказал Бетт: «Я нервничаю из-за общения со всеми этими парнями». В ответ она произнесла: «Ирвинг Рэппер, если бы я не думала, что ты лучше любого из них, разве я была бы сейчас здесь с тобой в этой машине». При этом на следующий день она могла сказать «Ирвинг? А кто это такой?». Берган резюмировал карьеру Рэппера знаменитой строкой из его фильма «Вперёд, путешественник» — «не просите Луну, у нас есть звезды».

## Последние годы жизни. Смерть
Не будучи женатым и не имея детей, с 1995 года Рэппер жил в доме престарелых фонда актёров кино и телевидения в Вудленд-Хиллз.
Ирвинг Рэппер умер 20 декабря 1999 года в возрасте 101 года в Вудленд-Хиллз в Лос-Анджелесе. Ему не хватило чуть менее двух недель, чтобы исполнить своё желание пожить в трёх столетиях.

## Фильмография
| Год  | Русское название                | Оригинальное название           | В каком качестве участвовал                                |
| ---- | ------------------------------- | ------------------------------- | ---------------------------------------------------------- |
| 1929 | Дыра в стене                    | The Hole in the Wall            | Ассистент режиссёра (в титрах не указан), постановщик речи |
| 1936 | Повесть о Луи Пастере           | The Story of Louis Pasteur      | Ассистент режиссёра (в титрах не указан), постановщик речи |
| 1936 | Двое против мира                | Two Against the World           | Постановщик речи                                           |
| 1936 | Разгуливая мертвым              | The Walking Dead                | Постановщик речи                                           |
| 1936 | Убийство аристократа            | Murder by an Aristocrat         | Постановщик речи                                           |
| 1936 | Поражённая сценой               | Stage Struck                    | Постановщик речи                                           |
| 1936 | Атака легкой кавалерии          | The Charge of the Light Brigade | Постановщик речи (в титрах не указан)                      |
| 1937 | Кид Галахад                     | Kid Galahad                     | Ассистент режиссёра (в титрах не указан), постановщик речи |
| 1937 | Жизнь Эмиля Золя                | The Life of Emile Zola          | Ассистент режиссёра (в титрах не указан), постановщик речи |
| 1937 | Великий О’Малли                 | The Great O’Malley              | Постановщик речи                                           |
| 1937 | Правосудие в горах              | Mountain Justice                | Постановщик речи                                           |
| 1937 | Отвага Дрегермана               | Draegerman Courage              | Постановщик речи (в титрах не указан)                      |
| 1937 | Добытчик                        | The Go Getter                   | Постановщик речи                                           |
| 1938 | Сёстры                          | The Sisters                     | Ассистент режиссёра (в титрах не указан), постановщик речи |
| 1938 | Золото там, где ты его найдёшь  | Gold Is Where You Find It       | Постановщик речи                                           |
| 1938 | Приключения Робин Гуда          | The Adventures of Robin Hood    | Постановщик речи                                           |
| 1938 | Четверо — уже толпа             | Four’s a Crowd                  | Постановщик речи                                           |
| 1938 | Четыре дочери                   | Four Daughters                  | Постановщик речи                                           |
| 1939 | Хуарес                          | Juarez                          | Ассистент режиссёра (в титрах не указан), постановщик речи |
| 1939 | Не для печати                   | Off the Record                  | Постановщик речи                                           |
| 1939 | Победить темноту                | Dark Victory                    | Постановщик речи (в титрах не указан)                      |
| 1939 | Отважные дочери                 | Daughters Courageous            | Постановщик речи                                           |
| 1939 | Пыль будет моей судьбой         | Dust Be My Destiny              | Постановщик речи                                           |
| 1939 | Невидимые полосы                | Invisible Stripes               | Постановщик речи                                           |
| 1940 | Магическая пуля доктора Эльриха | Dr. Ehrlich’s Magic Bullet      | Ассистент режиссёра (в титрах не указан), постановщик речи |
| 1940 | Всё это и небо в придачу        | All This, and Heaven Too        | Ассистент режиссёра (в титрах не указан), постановщик речи |
| 1940 | Замок на Гудзоне                | Castle on the Hudson            | Постановщик речи                                           |
| 1940 | Субботние дети                  | Saturday’s Children             | Постановщик речи                                           |
| 1940 | Завоевать город                 | City for Conquest               | Постановщик речи                                           |
| 1941 | Высокая Сьерра                  | High Sierra                     | Постановщик речи                                           |
| 1941 | Блестящая победа                | Shining Victory                 | Режиссёр                                                   |
| 1941 | Один шаг в раю                  | One Foot in Heaven              | Режиссёр, продюсер (в титрах не указан)                    |
| 1942 | Весёлые сёстры                  | The Gay Sisters                 | Режиссёр                                                   |
| 1942 | Вперёд, путешественник          | Now, Voyager                    | Режиссёр                                                   |
| 1944 | Приключения Марка Твена         | The Adventures of Mark Twain    | Режиссёр                                                   |
| 1945 | Кукуруза зелёная                | The Corn Is Green               | Режиссёр                                                   |
| 1945 | Рапсодия в голубых тонах        | Rhapsody in Blue                | Режиссёр                                                   |
| 1946 | Обман                           | Deception                       | Режиссёр                                                   |
| 1947 | Голос черепахи                  | The Voice of the Turtle         | Режиссёр                                                   |
| 1949 | Анна Лукаста                    | Anna Lucasta                    | Режиссёр                                                   |
| 1950 | Стеклянный зверинец             | The Glass Menagerie             | Режиссёр                                                   |
| 1951 | Яд другого человека             | Another Man’s Poison            | Режиссёр                                                   |
| 1953 | Плохие друг для друга           | Bad for Each Other              | Режиссёр                                                   |
| 1953 | Навеки женщина                  | Forever Female                  | Режиссёр                                                   |
| 1956 | Храбрец                         | The Brave One                   | Режиссёр                                                   |
| 1956 | Странный нарушитель             | Strange Intruder                | Режиссёр                                                   |
| 1958 | Марджори Морнингстар            | Marjorie Morningstar            | Режиссёр                                                   |
| 1959 | Чудо                            | The Miracle                     | Режиссёр                                                   |
| 1961 | Иосиф и его братья              | Giuseppe venduto dai fratelli   | Продюсер                                                   |
| 1961 | Константин Великий              | Costantino il grande            | Режиссёр                                                   |
| 1962 | Понтий Пилат                    | Ponzio Pilato                   | Режиссёр                                                   |
| 1970 | История Кристин Йоргенсен       | The Christine Jorgensen Story   | Режиссёр                                                   |
| 1977 | Секстет                         | Sextette                        | Постановщик речи (в титрах не указан)                      |
| 1978 | Рождённый заново                | Born Again                      | Режиссёр, актёр                                            |